# Calostilbe longiasca
Calostilbe longiasca är en svampart som först beskrevs av Möller, och fick sitt nu gällande namn av Sacc. & P. Syd. 1902. Calostilbe longiasca ingår i släktet Calostilbe och familjen Nectriaceae.   Inga underarter finns listade i Catalogue of Life.